# Aspro e dolce
Aspro e dolce è una raccolta di cinquantotto racconti dello scrittore friulano Mauro Corona.

## Descrizione
I racconti ripercorrono la vita dell'autore con ricordi d'infanzia, dai nonni che lo hanno cresciuto agli insegnamenti severi del padre padrone, con ricordi di gioventù, pregni di un senso di inadeguatezza in confronto con i coetanei cittadini, con memorie del tempo trascorso al "collegio Don Bosco" di Pordenone e al "convitto Bertoni" di Udine, dopo la tragedia del Vajont.
Compaiono tanti personaggi che hanno accompagnato la vita di Corona, persone che gli hanno dimostrato amicizia ed altre che hanno approfittato della sua ingenuità di bambino.
Nelle pagine che parlano della naja lo scrittore accompagna la narrazione con diverse confessioni delle sue "malefatte", come nel racconto "I coltelli", dove riporta l'episodio della minacce al sottotenente detto "Ivan il terribile".
Descrive la sua sconsideratezza di quando ha messo all'asta la bicicletta appena conquistata per avere in cambio del vino, responsabile di tante tragedie, e i ritiri in alta montagna per disintossicarsi dall'alcool e ritrovare sé stesso.
Seguono episodi di conoscenti, autori di gesti estremi dettati dalla semplicità e dall'ignoranza. Vengono ricordati il buon vecchio Celio, il bracconiere, Zolian, Silvio, l'altro Carle e Roby, i coetanei che vede ancora, e gli amici che non ci sono più, soprattutto a causa del bere, Victor, Carle e Vasyli.
I racconti dell'età adulta riportano gli esordi come scultore, alcuni interventi pubblici sul tema dell'alpinismo e la conoscenza con personaggi importanti come lo scultore Augusto Murer, che considera il suo maestro, e Mario Rigoni Stern.
Aspra è stata la sua vita, conquistata e difesa giorno per giorno, affrontata affogando nel vino le preoccupazioni, per poi ritrovarsi ancora più in difficoltà. Dolci sono l'amore per la sua terra e l'affetto dei compagni di vita.